# Kirkwood (Pensilvania)
Kirkwood es un lugar designado por el censo ubicado en el condado de Lancaster, Pensilvania, Estados Unidos. Según el censo de 2020, tiene una población de 388 habitantes.

## Geografía
Kirkwood se encuentra ubicado en las coordenadas 39°50′50″N 76°5′0″O / 39.84722, -76.08333. Según la Oficina del Censo de los Estados Unidos, Kirkwood tiene una superficie total de 5.75 km², de la cual 5.75 km² corresponden a tierra firme y (0%) 0 km² es agua.

## Demografía
Según el censo de 2020, hay 388 personas residiendo en Kirkwood. La densidad de población es de 67.43 hab./km². El 94.6% son blancos, el 1.3% son afroamericanos, el 0.25% es asiático, el 1.5% son de otras razas y el 2.3% son de dos o más razas. Del total de la población, el 1.5% son hispanos o latinos de cualquier raza.